# David Ortiz
David Américo Ortiz Arias, Spitzname Big Papi, (* 18. November 1975 in Santo Domingo, Dominikanische Republik) ist ein ehemaliger dominikanisch-amerikanischer Baseballspieler in der Major League Baseball (MLB). Bis Ende der Saison 2016 spielte er für die Boston Red Sox als Designated Hitter, wurde aber auch zeitweise als First Baseman eingesetzt. 2013 bekam er beim Titelgewinn den World Series MVP Award verliehen.

## Biografie

### Minor Leagues
Nach Abschluss der Estudia Espallat High School in der Dominikanischen Republik wurde Ortiz 1992 von den Seattle Mariners unter Vertrag genommen und spielte als David Arias im Farmsystem der Mariners. 1996 wurde er zu den Minnesota Twins transferiert und spielte unter Verwendung des Namens David Ortiz zunächst in deren Farmsystem. Am 24. September 1997 spielte er erstmals für die Twins in der MLB. Die Saison 1998 verbrachte er überwiegend bei den Twins, während er in der folgenden Saison 130 Spiele für das Triple-A-Team der Twins, Salt Lake Buzz, absolvierte und bei den Twins nur in 10 Spielen zum Einsatz kam.

### Minnesota Twins
Ab der Saison 2001 war Ortiz Stammspieler bei den Minnesota Twins, konnte aber wegen wiederholter Verletzungen nicht recht überzeugen. Zwar erreichte er 2002 in 125 Spielen einen Batting Average von .272 bei 20 Home Runs und 75 RBIs, wurde aber Ende 2002 von den Twins entlassen.

### Boston Red Sox
Anfang 2003 unterschrieb Ortiz einen Vertrag bei den Boston Red Sox, wo er ganz überwiegend als Designated Hitter eingesetzt wurde und nur in Interleague-Spielen in Stadien der National League als First Baseman spielte. Mit den Red Sox konnte er 2004 die World Series gewinnen und damit eine 86 Jahre währende Durststrecke des Teams überwinden. Insgesamt erreichte er in den Play-offs dieses Jahres einen Batting Average von .400 bei 5 Home Runs und 19 RBIs. Sein Walk-off Home Run gegen die Yankees in der American League Championship Series (ALCS) sicherte den Red Sox den Einzug in die World Series und machte Ortiz zum MVP der ALCS.
2005 überzeugte Ortiz mit einer neuen Karrierebestleistung von 47 Home Runs und musste sich in jenem Jahr in der AL nur Alex Rodríguez geschlagen geben, der einen Home Run mehr erzielt hatte. Ebenso erging es Ortiz bei der Abstimmung zum MLB Most Valuable Player Award der AL: Er wurde zweiter hinter Rodriguez. 2006 konnte er hingegen 54 Home Runs schlagen und führte die AL mit einem Vorsprung von 10 Home Runs auf den Zweitplatzierten Jermaine Dye von den Chicago White Sox an. In der Geschichte der Red Sox brach er damit den bis dahin von Jimmie Foxx gehaltenen Rekord von 50 Home Runs in einer Saison.
In der Saison 2007 trug Ortiz erneut entscheidend zum Gewinn der World Series durch die Red Sox bei. In der Regular Season schlug er 35 Home Runs, erzielte 117 RBIs und einen Batting Average von .322. In der Postseason steigert er sich auf .370 bei 3 Home Runs und 10 RBIs.
2008 war Ortiz, der von den Fans Big Papi genannt wird, anfangs von einer Verletzung geplagt und musste einige Wochen aussetzen. In nur 109 Spielen betrug sein Batting Average nur .264 bei 23 Home Runs und 89 RBIs. Auch die Saison 2009 begann für Ortiz schlecht: Nach 34 Spielen betrug sein Batting Average gerade einmal .208 und er hatte 30 Strikeouts hinnehmen müssen. Der erste Home Run gelang ihm erst am 20. Mai 2009, womit eine Serie von 149 At Bats ohne Home Run (die längste seiner Karriere) zu Ende ging. Im Verlauf der Saison konnte er sich jedoch steigern, so dass es insgesamt für 28 Home Runs und 99 RBIs reichte. Außerdem erzielte er am 9. Juli 2009 seinen 300. Home Run.
In der Saison 2010 startete Ortiz erneut schwach; im April stand nur ein Home Run und 7 RBIs für ihn zu Buche. Seither hat er sich jedoch deutlich steigern können. Seine Leistungen im Mai 2010 (10 Home Runs, 27 RBI, 1.211 OPS) brachten ihm den Titel Player of the Month in der AL ein. Im Juli wurde er zum insgesamt sechsten Mal in das All-Star Team der AL gewählt. Beim All-Star Game konnte er das Home Run Derby gewinnen. Zum Schluss der Saison stand ein Batting Average von .270 bei 32 Home Runs (Platz 5 in der American League) und 102 RBIs zu Buche.
Am 18. November 2015 gab Ortiz auf der Internetseite „The Players' Tribune“ bekannt, dass er seine Profikarriere als Spieler am Ende der Saison 2016 beendet.
Diese verlief für ihn und die Red Sox äußerst erfolgreich. Das Team gewann seine Division, die American League East, mit einem Sieg-Niederlagen-Verhältnis von 93-69, womit es sich direkt für die Playoffs qualifizierte. Dort unterlag es allerdings den späteren Finalisten Cleveland Indians in der American League Division Series mit 0 zu 3. Dabei bestritt David Ortiz sein letztes Major-League-Spiel am 10. Oktober 2016 im Fenway Park in Boston, das mit 3 zu 4 verloren ging. Danach wurde „Big Papi“ von den Fans speziell verabschiedet. Sein letztes Regular Season Spiel bestritt Ortiz am 2. Oktober bei der 1 zu 2 Niederlage gegen die Toronto Blue Jays.
Ortiz beendete seine letzte Saison mit einem Batting Average von .315, 38 Homeruns und 127 RBIs. Außerdem wurde er zum insgesamt zehnten Mal als All-Star berufen.
Kurz nach Ortiz’ Rücktritt wurde bekanntgegeben, dass seine Uniformnummer 34 bei den Red Sox nicht mehr vergeben wird.
Im Januar 2022 wurde Ortiz mit 77,9 % der Stimmen im erstmöglichen Jahr in die Baseball Hall of Fame gewählt.

## Dopingvorwürfe
Am 30. Juli 2009 berichtete die New York Times, Ortiz und sein damaliger Teamkollege Manny Ramirez seien zusammen mit etwa 100 anderen MLB-Spielern 2003 positiv auf leistungssteigernde Substanzen getestet worden. Ortiz hat auf einer Pressekonferenz die Einnahme von Steroiden verneint und die positiven Testergebnisse auf von ihm verzehrte Nahrungsergänzungsmittel oder Vitamine zurückgeführt. Im Jahr 2016 sagte Rob Manfred, Commissioner der MLB, dass die Tests uneindeutig waren. Zur damaligen Zeit sei es nicht möglich gewesen, zwischen legalen und illegalen Mitteln zu unterscheiden.

## Privatleben
Ortiz hat zusammen mit seiner Frau Tiffany drei Kinder: Jessica, Alexandra und D’Angelo. Am 11. Juni 2008 wurde ihm in Boston die Staatsbürgerschaft der Vereinigten Staaten verliehen.

### Attentat
Am 9. Juni 2019 wurde David Ortiz in Santo Domingo in der Dominikanischen Republik in den Rücken geschossen und verwundet. Dabei erlitt Ortiz durch die Kugel einen Magendurchschuss und Verletzungen an der Leber und anderer Eingeweide. Er wurde binnen zwei Monaten dreimal im Massachusetts General Hospital operiert, in das er kurz nach dem Attentat verlegt worden war. Im Juli 2019 konnte Ortiz die Klinik verlassen und sich in Nachbehandlung begeben. Der Anschlag wurde von zwei Männern auf einem Motorrad und zwei weiteren Personengruppen in Autos verübt. Die dominikanischen Behörden gaben an, dass Ortiz mit dem eigentlich geplanten Opfer an einem Tisch saß, als er angeschossen wurde. Nach Angaben der Behörden verwechselten die Killer Ortiz. Der ehemalige Bostoner Polizeipräsident Edward Davis, den Ortiz mit der Untersuchung des Angriffs als privaten Ermittler beauftragt hatte, hingegen behauptet, ein Drogenhändler, der auf Ortiz eifersüchtig gewesen sei und sich von ihm nicht respektiert fühlte, hätte das Attentat in Auftrag gegeben. Die Erkenntnisse widersprechen der Verwechslungstheorie, die von dominikanischen Staatsanwälten entwickelt wurde. Dreizehn Personen wurden im Zusammenhang mit den Schüssen auf Ortiz angeklagt.

## Karrierehöhepunkte
- 3 × Gewinner der World Series (2004, 2007, 2013)
- 10 × All-Star (2004, 2005, 2006, 2007, 2008, 2010, 2011, 2012, 2013, 2016)
- 5 × unter den Top 5 bei der Abstimmung zum MVP (2003: Platz 5; 2004: Platz 4; 2005: Platz 2; 2006: Platz 3; 2007: Platz 4)
- MVP der World Series 2013
- MVP der ALCS (2004)
- Hank Aaron Award 2005, 2016
- 4 × Silver Slugger Award (2004, 2005, 2006, 2007)
- 5 × Edgar Martínez Award (2003, 2004, 2005, 2006, 2007)
- Meiste Extra Base Hits in der AL (2004, 2005, 2007)
- Meiste Home Runs in der AL (2006)
- Meiste RBIs in der AL (2005, 2006)
- Meiste Home Runs in einer Saison der Red Sox (2006: 54 Homeruns)
- Meiste Home Runs in Auswärtsspielen in einer AL-Saison (2006: 32 Homeruns; zusammen mit Babe Ruth)
- Erster Spieler in der Geschichte der Red Sox mit 40 oder mehr Home Runs in drei aufeinander folgenden Saisons (2004–2006)
- Sechs Saisons mit mindestens 30 Home Runs und 100 RBI (2003, 2004, 2005, 2006, 2007, 2010)
- 3 × AL Player of the Month (09/2005; 07/2006; 05/2010)